# Басин, Евгений Яковлевич
Евге́ний Я́ковлевич Ба́син (26 июля 1929, Томск — 28 мая 2016, Москва) — советский и российский психолог и философ, специалист по эстетике, философии и психологии искусства. Доктор философских наук, профессор. Заслуженный работник культуры РФ.

## Биография
В 1952 году окончил отделение логики и психологии филологического факультета Московского городского педагогического института имени В. П. Потёмкина. Преподавал логику и психологию в школах Москвы. В 1955 году в МГПИ имени В. П. Потёмкина защитил диссертацию на соискание учёной степени кандидата философских наук по теме «Некоторые вопросы диалектико-материалистического учения о неразрывной связи языка и мышления (критика знаковой теории)». В 1959—1964 годах — научный сотрудник сектора эстетики Института АН СССР. В 1964—1972 годах — доцент кафедры философии Московского технологического института лёгкой промышленности. В 1973 году в Ереванском государственном университете защитил диссертацию на соискание учёной степени доктора философских наук по теме «Критика семантической философии искусства» (специальность 09.00.04 — эстетика). В 1977—1986 годах — научный сотрудник сектора эстетики Института искусствознания. В 1986—2002 годах — заведующий кафедрой гуманитарных и социальных наук Института им. В. И. Сурикова. Профессор Международной академии информатизации. Член Ассоциации искусствоведов.

## Избранные труды
- Семантическая философия искусства. — 4-е изд., доп. — М.: Гуманитарий, 2012. — 348 с. — ISBN 978-5-91367-086-1 (Первое издание — М.: Мысль, 1973; Изд. 2-е на англ. яз.: Semantic Philosophy of Art. — Moscow: Progress Publishers, 1979. — ISBN 978-0714713731).
- К определению жанра портрета (на материале советского живописного портрета 1960—1970-х годов) // Советское искусствознание. — Вып. 20. — М., 1986. — С. 175—195.
- Двуликий Янус: О природе творческой личности. — Изд. 2-е, доп. — М.: Гуманитарий, 2009. — 240 с. — ISBN 978-5-91367-074-8 (Первое издание — М.: Магистр, 1996).
- Искусство и коммуникация: Очерки из истории философско-эстетической мысли. — М.: Московский общественный научный фонд; Издательский центр научных и учебных программ, 1999 (Серия: Учебная литература. — Вып. 6). — 240 с.
- Эмпатия и художественное творчество. — М.: Простор, 2000. — 112 с. — ISBN 5-900451-23-2
- Портрет и личность (об эволюции портрета в западноевропейской живописи конца XIX—XX вв.) // Философские науки. — 2004. — № 5. — С. 5—27.
- В соавт. с: Крутоус В. П. Философская эстетика и психология искусства: Учебное пособие. — М.: Гардарики, 2007. — 288 с. — ISBN 978-5-8297-0308-0
- Теоретические проблемы искусства: Логика, психология, эстетика, социология. — Изд. 2. — М.: Ленанд, 2015. — 326 с. — ISBN 978-5-9710-1523-9 (Первое издание - М.: КомКнига, 2010).
- Статьи об искусстве. — Вып. 2. — М.: БФРГТЗ (Благотворительный фонд развития гуманитарных и технических знаний) «Слово», 2011. — 224 с. — ISBN 978-5-9290-0344-8
- Статьи об искусстве. — Вып. 3. — М.: БФРГТЗ «Слово», 2014. — 268 с. — ISBN 978-5-9290-0483-4
- Под эстетическим интегралом. — СПб..: Алетейя, 2014 (Серия: Историческая книга). — 532 с. — ISBN 978-5-91419-944-6
- В соавт. с: Крутоус В. П. Психология искусства. Личностный подход: учебник для бакалавриата и магистратуры: для студентов высших учебных заведений, обучающихся по гуманитарным направлениям и специальностям: для студентов вузов, обучающихся по направлению подготовки «Философия» / Философский факультет МГУ имени М. В. Ломоносова / Гриф УМО ВО. — 2-е изд., испр. и доп. — М.: Юрайт, 2017 (Cерия: Бакалавр. Магистр. Академический курс). — 286 с. — ISBN 978-5-534-01388-7

- Составитель серии книг «Серия антологий Е. Я. Басина»:
  - Станиславский: Психотехника актерского искусства. — М.: Гуманитарий, 2010. — 176 с. — ISBN 978-5-91367-058-8 Переизд.: СПб..: Алетейя, 2014. — 176 с. — ISBN 978-5-91367-057-1
  - Искусство и энергия: Психолого-эстетический аспект. — М.: БФРГТЗ (Благотворительный фонд развития гуманитарных и технических знаний) «Слово», 2010. — 256 с. — ISBN 978-5-9290-0265-6
  - Искусство и эмпатия. — М.: БФРГТЗ «Слово», 2010. — 284 с. — ISBN 978-5-9290-0266-3
  - Искусство и воображение. — М.: БФРГТЗ «Слово», 2011. — 358 с. — ISBN 978-5-9290-0304-2
  - Логика художественного творчества. — М.: БФРГТЗ «Слово», 2011. — 286 с. — ISBN 978-5-9290-0329-5
  - Полнота как эстетическая категория. — М.: БФРГТЗ «Слово», 2011. — 212 с. — ISBN 978-5-9290-0356-1
  - Этика художественного творчества. Психолого-эстетический аспект. — М.: БФРГТЗ «Слово», 2011. — 212 с. — ISBN 978-5-9290-0353-0
  - Универсалии и специфика художественных форм / Басин Е., Ступин С. — М.: БФРГТЗ «Слово», 2012. — 336 с. — ISBN 978-5-9290-0404-9
  - Искусство и логика. — М.: БФРГТЗ «Слово», 2012. — 163 с. — ISBN 978-5-9290-0403-2
  - Искусство и взгляд (глаза). — М.: БФРГТЗ «Слово», 2013. — 300 с. — ISBN 978-5-9290-0416-2 ; Переизд.: СПб.: Алетейя, 2014. — ISBN 978-5-92900-416-2
  - Странный Достоевский. — М.: БФРГТЗ «Слово», 2013. — 280 с. — ISBN 978-5-9290-0418-6
  - Искусство и личностный магнетизм. — М.: БФРГТЗ «Слово», 2013. — 186 с. — ISBN 978-5-9290-0421-6
  - Художник и форма. — М.: БФРГТЗ «Слово», 2014. — 216 с. — ISBN 978-5-9290-0457-5
  - Сергей Эйзенштейн. О строении вещей. — СПб.: Алетейя, 2014. — 320 с. — ISBN 5893571142
  - Ритм в искусстве. — М.: БФРГТЗ «Слово», 2015. — 168 с. — ISBN 978-5-9290-0488-9
  - Любовь и искусство. — СПб..: Алетейя, 2015. — 140 с. — ISBN 978-5-9905926-7-4
  - Искусство и коммуникация. — СПб.: Алетейя, 2015. — 188 с. — ISBN 9785990592681
  - Творческая личность художника. — СПб.: Алетейя, 2015. — 88 с. — ISBN 978-5-99059-299-5
  - Гармония как художественная категория. — М.: Эдитус, 2016. — 86 с. — ISBN 978-5-00058-341-8
  - Силы в искусстве. — М.: Эдитус, 2016. — 180 с. — ISBN 978-5-00058-342-5
  - Впечатление и искусство. — М.: Эдитус, 2016. — 98 с. — ISBN 978-5-00058-345-8
- Редактор сборника: Структурализм: «за» и «против»: сборник статей / Басин Е. Я., Поляков М. Я. — М.: Прогресс, 1975. — 472 с.